# Союз (космічна програма)
«Союз» (рос. «Союз») — спершу радянська, тепер російська програма багатомісних пілотованих космічних кораблів для доставки екіпажів і вантажів на орбітальні станції.
Третя радянська програма пілотованих польотів після програм «Восток» (1961—1963) і «Восход» (1964—1965). Польоти почалися 1966 і тривають досі.
Розробка почалася для обльоту Місяця за радянською місячною програмою. Через суперництво між різними конструкторськими бюро проєкти аналогічного призначення одночасно і паралельно розроблялися у двох, а часом у трьох із них. Різні варіанти місячного корабля розроблялися в КБ Корольова та Челомея, а надпотужний носій для польоту на Місяць — в КБ Корольова, Челомея та Янгеля. Внаслідок поганої координації місячної програми розпорошувались сили і засоби. Це була одна з причин нездійснення пілотованих польотів до Місяця і на Місяць в СРСР.
Радянські пілотовані місячні програми було суворо засекречено і стали відомими широкому загалу лише 1990 року. До того часу СРСР офіційно заперечував існування цих програм, заявляючи, що обрав шлях створення навколоземних пілотованих орбітальних станцій та місячних досліджень автоматичними засобами.
Вигравши «місячні перегони» та здійснивши до 1972 року 6 успішних висадок, США закрили вкрай коштовну пілотовану програму «Аполлон», і припинили польоти до Місяця автоматичних апаратів упродовж більш ніж двох десятиліть. СРСР продовжував дослідження Місяця за допомогою АМС та луноходів до 1976 року, після чого також припинив їх.

## Історія

### Холодна війна
Після закінчення Другої світової війни СРСР і США вступили до ери холодної війни. До того часу США володіли великим флотом стратегічних бомбардувальників, розташованих на авіабазах у всьому світі. У відповідь радянське керівництво вирішило розвивати ракетну техніку. Ракетні і супутникові технології могли слугувати мирним і військовим цілям, і, крім того, були вагомим аргументом для пропаганди та ідеологічного суперництва, демонструючи науково-технічний потенціал і військову потужність країни.
1957 СРСР запустив першу в історії людства міжконтинентальну балістичну ракету Р-7, вивів на орбіту перший супутник — «Супутник-1» і першу тварину (собака Лайка, «Супутник-2». 1 лютого 1958 року Сполученим Штатам вдалось, після кількох невдалих спроб, запустити власний штучний супутник — «Експлорер-1». Швидкий розвиток ракетних технологій означав можливість завдати удару ядерною зброєю по території Сполучених Штатів. Така загроза спровокувала включення США в суперництво і початок космічних перегонів. Проявом цього було створення Національного аерокосмічного агентства (НАСА). Космічна програма Радянського Союзу відбувалася без створення єдиного відповідального за це органу. Досягнення обох сторін використовувались ними в ідеологічній боротьбі як спосіб показати переваги свого суспільно-політичного ладу.
1959 першим апаратом, що пролетів поряд із Місяцем, стала радянська автоматична міжпланетна станція «Луна-1», а першим апаратом, що досягнув Місяця — станція «Луна-2».

### Дослідження пілотованого обльоту Місяця
1959 під керівництвом Тихонравова в ОКБ-1 почалися дослідження пілотованого обльоту Місяця. Планувалося використання ракет-носіїв, похідних від міжконтинентальної балістичної ракети Р-7 розробки цього ж бюро. Очікувана вантажність до 6 тонн змусила планувати збирання на низькій навколоземній орбіті навколомісячного апарата з кількох частин. Для цього слід було розробити методи зближення, стикування і дозаправки у космосі.
У бюро з'явилися різні варіанти форми спускного апарата: крилаті, кулясті, еліптичні, кулясто-конічні, конічні. На запит Корольова до кінця 1959 Центральний аерогідродинамічний інститут проаналізував аеродинамічні властивості цих форм на різних кутах атаки і швидкостях М0,3-25 (від дозвукових до надзвукових). Балістичний апарат мав найбільший діаметр 2,5 м, загальний внутрішній об'єм 3-3,5 м3 і герметичний об'єм 2-3 м3. Окремо оцінювалася аеродинаміка різних варіантів крісел-катапульт або капсул діаметром 0,9 м і довжиною 1,85 м.
До кінця 1960 з'ясувалося, що крилаті апарати будуть заважкими для носія Р-7 і перегрів при входженні в атмосферу неможливо усунути наявними технологіями.
Траєкторія входження в атмосферу при поверненні від Місяця з аеродинамічною якістю 0,2 дозволяла достатньо зменшити перевантаження, при цьому капсула пролітала від 3 тис. до 7 тис. км від точки входу в атмосферу і приземлялася на радянській території. За наявної точності наведення аеродинамічна якість зростала до 0,3 для забезпечення достатньої маневровості, щоб капсула приземлилася з відхиленням до 50 км від запланованої точки посадки.
1960 для зменшення маси спускного апарата пропонувалася схема з двох модулів, як в Аполлона.
1960—1961 дослідження під індексом Л-1 планували автоматичні зближення і стикування кількох блоків і використання маніпуляторів для їхнього збирання.

### Перші пілотовані польоти
На початку 1960-х років СРСР розвивав та закріплював успіх у космічних перегонах. 12 квітня 1961 року радянський космонавт Юрій Гагарін здійснив перший орбітальний політ на кораблі «Восток-1». 5 травня 1961 року американський астронавт Алан Шепард здійснив суборбітальний політ до висоти 187 км і перетнув нижній 100-кілометровий кордон космосу, а 20 лютого 1962 року Джон Гленн здійснив перший американський орбітальний політ. На відміну від місій «Востока», американці вручну керували положенням свого космічного корабля. Шепард і Гленн приземлилися всередині своїх космічних кораблів, таким чином здійснивши відповідно перші повні суборбітальний та орбітальний польоти людини в космос, за тодішніми визначеннями Міжнародної авіаційної федерації. Гагаріна було визнано першою людиною, яка полетіла в космос.
Ще до запуску першого американського орбітального корабля у СРСР було здійснено другий політ («Восток-2»). За рік (11 серпня 1962 року) почався перший груповий космічний політ («Восток-3» та «Восток-4»), а ще за рік (16 червня 1963 року на кораблі «Восток-6») у космос полетіла перша (і на наступні два десятки років єдина) жінка-космонавт — Валентина Терешкова.
12 жовтня 1964 року було запущено перший у світі багатомісний корабель «Восход-1» з екіпажем із трьох осіб, які були без скафандрів для економії простору.
18 березня 1965 року член екіпажу корабля «Восход-2» Олексій Леонов вперше у світі здійснив вихід у відкритий космос. 3 червня 1965 року почався другий пілотований політ за американською програмою «Джеміні», у якому здійснено вихід у космос на 20 хвилин.

### Американська реакція
Після успіхів СРСР в освоєнні космосу США зосередились на спробах повернути статус технологічно найрозвинутішої держави та звернули увагу на Місяць. Досягти американського космічного лідерства мала оголошена у 1961 році інтегральна (облітна і посадкова) місячна пілотована програма «Сатурн — Аполлон», націлена на досягнення Місяця людиною до кінця десятиріччя 1960-х років.
1961 керівник СРСР Микита Хрущов отримав від президента США Кеннеді пропозицію розробки спільної програми висадки на Місяць (а також запуску досконаліших метеорологічних супутників), але відмовився, бо підозрював спробу вивідати секрети радянських ракетних і космічних технологій. Для підтримки першості в освоєнні космосу радянський уряд спочатку видав конструкторському бюро Корольова дозвіл і ресурси на продовження модифікації кораблів типу «Восток» і «Восход» і лише попередню підготовку місячних пілотованих проєктів, зокрема обльоту Місяця зібраним на орбіті комплексом 7К-9К-11К раннього проєкту корабля «Союз».
1961—1962 у дослідженнях вирішили конструювати корабель з чотирьох частин. Згори донизу розташовувалися модулі: житловий, посадковий, приладно-рушійний, зближувальний (відстрілюваний після стикування). Для порятунку екіпажу на старті найкраще розташувати капсулу на вершині носія. Використання двох модулів за такою схемою потребувало встановити перехідній люк у теплозахисному щиті для переміщення екіпажу. Інженери бюро Корольова відкинули ідею порушити цілісність теплозахисного щита.
1962 було обрано форму спускного апарата: згори напівсфера, яка переходить у частково конічний (7 градусів) сегмент, а знизу теплозахисний щит у формі сегмента сфери.

### Перші автоматичні польоти до Венери
У грудні 1962 року першою станцією, що пролетіла поблизу Венери (у непрацездатному стані) стала радянська «Венера-1». Першим апаратом, що пролетів повз Венеру та вивчив її, став того ж року американський «Марінер-2».

### Ескізний проєкт «Союзу»

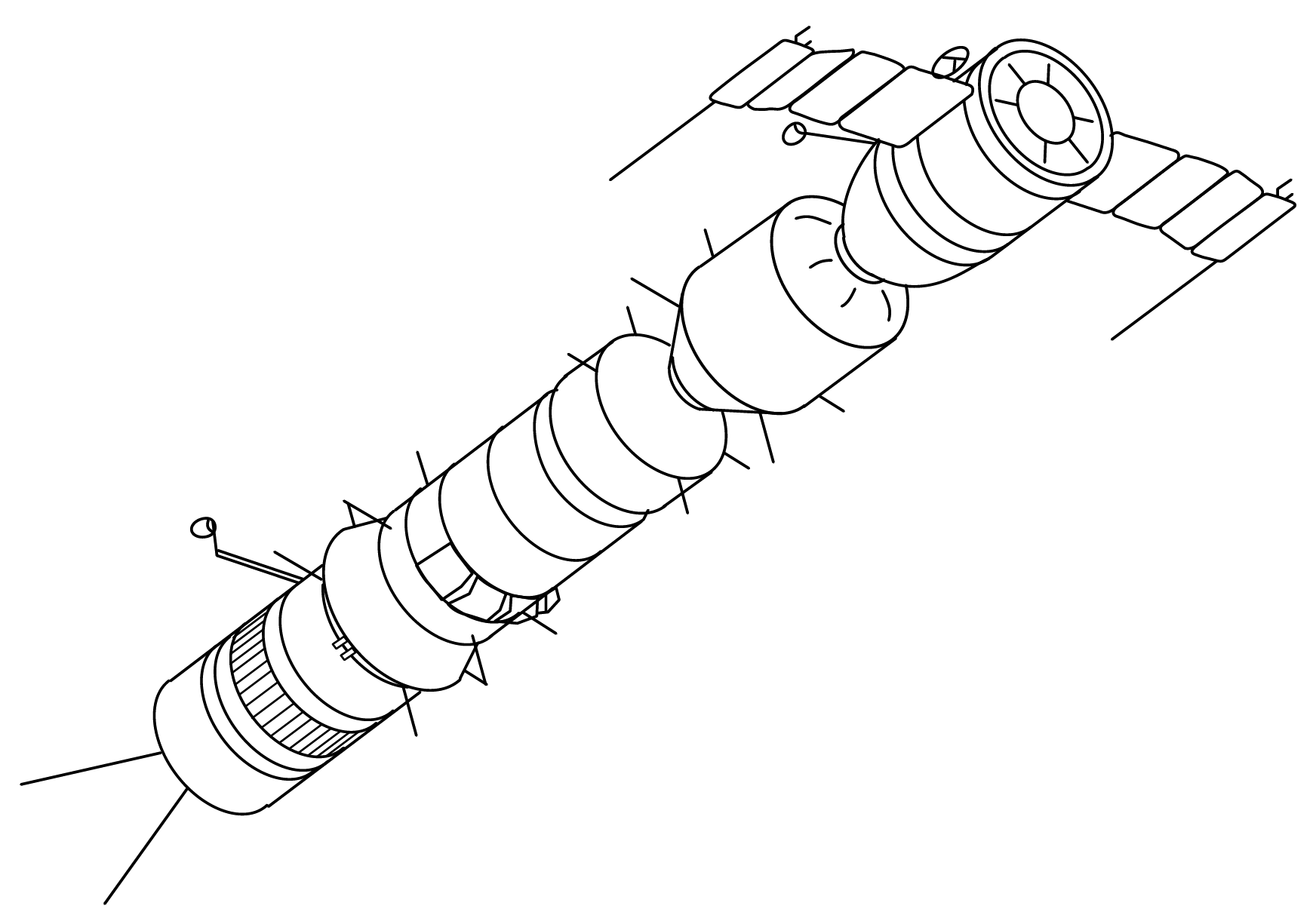
Ескізний проєкт навколомісячного апарата. Справа пілотований Союз-А, посередині розгінний блок Союз-Б, зліва танкер Союз-В

У грудні 1962 Корольов затвердив ескізний проєкт «Союзу», за яким навколомісячний пілотований корабель «Союз-А» (7К) виводився на орбіту навколо Місяця розгінним блоком «Союз-Б» (9К), для заправки якого використовувався танкер С«оюз-В» (11К). Щоб отримати фінансування від Міністерства оборони, в проєкті пропонувалися дві додаткові модифікації: «Союз-П» (рос. Перехватчик, перехоплювач) і «Союз-Р» (рос. Разведчик, розвідник). Для виведення Союзу-П на орбіти висотою до 6 тис. км використовувався танкер Союз-В.
1963 ОКБ-1 працювало над проєктами тримісного корабля «Восход» (3КВ) і двомісного «Восход-2» (3КД), величезною ракетою-носієм Н1 (11А52) і її меншими варіантами Н11 (11А53) і Н111 (11А54), і кількома безпілотними апаратами. Генеральний конструктор Сергій Корольов планував продовжити польоти серій кораблів «Восток» і «Восход», потім перейти до досконаліших навколоземних космічних кораблів «Сєвєр» і «Союз», а у перспективі створити важку орбітальну станцію (ВОС) та важкий міжпланетний корабель (ВМК) для пілотованих польотів до Венери і Марсу.
20 березня 1963 експертна комісія розглянула ескізний проєкт і затвердила розробку корабля 7К в ОКБ-1, передавши розробку апаратів 9К і 11К до інших конструкторських бюро, а військові варіанти до самарського відділу ОКБ-1. На військові варіанти виділили достатнє фінансування і недостатнє — на місячний корабель. Для польоту кораблів «Союз А-Б-В» слід було виконати п'ять успішних автоматичних стикувань. На той час це здавалося неможливим, тому було обрано проєкт Челомея, за яким одномісний корабель ЛК-1 для обльоту Місяця одним запуском виводила ракета-носій «Протон» (УР500К-Л1).

### Затвердження місячної програми
3 серпня 1964 року, зі значним відставанням від США, Постановою уряду затвердили місячну пілотовану програму СРСР і розгорнулися масштабні роботи за двома паралельними пілотованими програмами: обльоту Місяця («Протон» — «Зонд/Л1)» до 1967 року і посадки на неї (Н-1-Л3) до 1968 року з початком льотно-конструкторських випробувань 1966 року.
Постанова містила повний перелік усіх учасників розробки систем для Л1 і Л3. Проте рішення про детальний розподіл робіт дебатувалися та розписувалися особистими рішеннями і протоколами ще три роки.
У 1960—1964 роках в ОКБ-1 під керівництвом Корольова запланували і розробили майбутню радянську місячну програму.
Вона складалася з п'яти етапів.
- Л1 — пілотований обліт Місяця.
- Л2 — автоматична місячна мобільна станція «Місяцехід».
- Л3 — висадка на поверхню Місяця.
- Л4 — довгострокове дослідження Місяця з орбіти штучного супутника Місяця пілотованим кораблем;
- Л5 — пілотована місячна мобільна станція.

Для початку ЛКВ залишили 1966 рік, а для експедиції на Місяць з'явився новий термін — 1967—1968 роки.
Щоб розібратися в проєктних протиріччях Корольова, Челомея та Янгеля, тодішній 1-й заступник Голови Ради Міністрів СРСР, голова Вищої Ради Народного Господарства СРСР Устинов доручив НДІ-88 об'єктивно порівняльно оцінити можливості освоєння Місяця варіантами носіїв Н-1 (11А52), УР-500 (8К82) і Р-56 (8К68). За розрахунками Мозжоріна і його співробітників для безумовного забезпечення пріоритету над США слід за допомогою трьох H-1 зібрати на орбіті Землі ракетний комплекс масою 200 тонн. Для цього знадобляться три ракети Н-1 або двадцять ракет УР-500. У цьому випадку забезпечувалась посадка на Місяць корабля масою 21 тонна і повернення до Землі корабля масою 5 тонн. Всі економічні розрахунки були на користь Н-1, яка стала головним перспективним носієм для реалізації місячної програми.

### План реалізації
Здійснення пілотованої програми планувалось розробниками у два етапи.
Перший — створення ракетно-космічного комплексу у складі ракети-носія УР-500К (основа — МБР із вантажністю до 20 т) і автоматичного місячного корабля Л-1 (система УР-500К-Л1).
Другий — створення ракети-носія Н-1 (також створюваного на базі однойменної велетенської МБР з вантажністю до 50 т) з місячним пілотованим орбітальним кораблем Л3 та посадковим модулем.
Вперше визначили основних головних конструкторів та організації, відповідальні за носій Н-1 і за весь комплекс Н1-Л3. Індексом Л3 позначали частину комплексу для польоту до Місяця.
Проєктування кораблів Л1 і Л3 й ракетних блоків Н-1, а також розробка схем експедицій до Місяця і на Місяць почалися ще до ухвалення програми — 1963 року. За два наступні роки виготовили робочі креслення ракети Н-1 і з'явилися перші ескізні проєкти місячних кораблів.

### Реалізація програми
Реалізація програми за постановою від 3 серпня 1964 року здійснювалась на кшталт американської. Спочатку здійснювались спроби досягнути поверхні Місяця автоматичними міжпланетними станціями.
З їхньою допомогою планувалося здійснити кілька важливих прикладних завдань:
- краще зрозуміти фізичні властивості місячної поверхні;
- дослідити радіаційну обстановку в ближньому космічному просторі;
- відпрацювати технології створення засобів доставки;
- продемонструвати високий рівень радянської науки і техніки.

На відміну від американців, частина робіт, особливо пілотованого аспекту програми, була засекречена. Результати дослідів та експериментів проведених за допомогою АМС також розкривалися у пресі вкрай скупо.
Крім того, внаслідок недосконалості техніки, знадобилось резервувати окремі системи. Оскільки пілотована висадка на поверхню Місяця була питанням престижу слід було вжити максимум заходів для недопущення жертв у випадку нештатних ситуацій.
Для дослідження місячної поверхні, а також детального картографування ймовірних майданчиків посадки радянських місячних кораблів, і для більшої зручності створювалися місяцеходи. Вони мали транспортувати радянського космонавта до резервного місячного корабля у випадку, якщо зліт на штатному кораблі не відбувався через технічну несправність.

### Місячний загін радянських космонавтів
Місячну групу радянського загону цивільних космонавтів при ЦКБЕМ у Центрі підготовки космонавтів фактично створили 1963 року. Тоді ж, до накладення на радянську місячну програму режиму суворої секретності, про групу і що спочатку її головою був Гагарін, говорила перед іноземними журналістами Терешкова під час візиту на Кубу. 1965 року групу оформили документально (як відділ підготовки космонавтів командирів і дослідників за місячною програмою), у травні 1966 року — затвердили Військово-промисловою комісією, в лютому 1967 року — сформували остаточно.
Екіпажами були Леонов-Макаров, Биковський-Рукавишников, Попович-Севастьянов, також у групі були Волошин, Добровольський, Климук (командири), Артюхін, Воронов, Гречко, Єршов, Миколаїв, Хрунов, Горбатко, Волинов, Шонін, Куклін, Філіпченко, Феоктистов, Кубасов, Волков і резервні за посадковою програмою Л3 цивільні космонавти ЦКБЕМ Анохін, Долгополов, Бугров, Нікітський, Пацаєв, Яздовський. Офіційно створену групу (відділ) очолював Биковський.
Група довго і ретельно (аж до повної готовності до 1968 року) працювала за місячно-облітною програмою, а до і деякий час після її закриття — і за місячно-посадковою програмою. Для підготовки астронавігації за зірками південної півкулі група відряджалась до Сомалі. Для відпрацювання висадки на Місяць космонавти використовували тренажери і вертольоти.
За попередніми призначеннями, екіпаж Биковський-Рукавишников мав зробити перший обліт Місяця, а Леонову належало стати першим космонавтом СРСР (а при вдалому збігу обставин — і світу) на Місяці.
За опублікованими джерелами, ключові члени групи були присутні й інспектували кораблі при запусках «Зонда-4» і наступних кораблів, а також Л1С на другому запуску ракети-носія Н-1. Попович і Севастьянов та інші здійснювали радіопереговори з центром керування через кораблі «Зонд» під час їхніх польотів.
У зв'язку з програшем СРСР обох етапів «місячних перегонів», підготовка космонавтів за місячно-облітною програмою припинилась у березні 1969 року, за місячно-посадковою — в листопаді 1969 року.

### Пілотований обліт Місяця (проєкт Л1)
26 серпня 1965 у голови ВПК Смирнова відбулась нарада з розглядом питань: «Про стан робіт з дослідження космічного простору, Місяця і планет». За результатами розгляду відзначили, що робота з реалізації, найперше, місячних програм, а також за системами зв'язку, досліджень Венери і Марса виконується незадовільно, тому виникає серйозна загроза втрати пріоритету Радянського Союзу в галузі освоєння космосу. ДКБ-52 не розроблено і не представлено плани-графіки щодо створення комплексу для обльоту Місяця, не розглянута і не затверджена схема польоту корабля при обльоті, відзначена слабка робота головних організацій ОКБ-1, ОКБ-52 і науково-технічної ради Мінзагмашу.
Було наказано вважати центральним завданням 1965—1967 років здійснення підготовки і подальшого обльоту Місяця пілотованим кораблем. Мінзагмашу доручили:
- у тижневий термін подати графік виготовлення та відпрацювання ракети УР-500;
- спільно з керівниками ОКБ-1 і ОКБ-52 Корольовим і Челомеєм у двотижневий термін розглянути і вирішити питання про можливість уніфікації розроблюваних пілотованих кораблів для обльоту Місяця і висадки експедиції на поверхню;
- у місячний термін надати програму льотно-конструкторських випробувань ракети УР-500 і пілотованого корабля.

ВПК і Мінзагмаш визнали доцільним продовжити роботи з розгляду використання комплексу «Союз» (7К, 9К, 11К) як другий варіант для обльоту Місяця, а також доручено ОКБ-1 і ОКБ-52 пропрацювати всі питання застосування ракети-носія УР-500К у програмі комплексу «Союз».
На виконання наказу Міністерства та виданих доручень протягом вересня-жовтня 1965 року всебічно оцінили стан розробок в ОКБ-52 і ОКБ-1 з реалізації завдання обльоту Місяця з залученням фахівців НДІ-88 (нині ЦНДІМАШ), Науково-технічної ради Міністерства, керівників Міністерства, представників уряду і ЦК КПРС. Виявилося, що ОКБ-52 не в змозі вирішити у встановлені терміни всі питання, пов'язані зі створенням та відпрацюванням ракети УР-500, розгінного ракетного блоку і корабля для обльоту Місяця. В ОКБ-1 розробка пілотованого корабля типу 7К та розгінного блоку Д для комплексу Н1-Л3 була більш успішною. Це створювало основу для переорієнтації з ОКБ-52 на ОКБ-1 робіт по кораблю і розгінному блоку Д для обльоту Місяця.
У США, на відміну від СРСР, не ставили обльоти Місяця самостійною метою і виконували їх лише як випробувальні польоти при підготовці висадки на Місяць. В СРСР існувало кілька проєктів для обльоту Місяця. Проєкти передбачали одноразовий проліт над зворотним боком Місяця, поле тяжіння якого мало змінити траєкторію корабля і направити його назад до Землі. Переходу на навколомісячну орбіту і сходу з неї не планувалося. Це дозволяло значно знизити масу місячного корабля, бо при такому польоті потрібен лише невеликий запас палива для корекцій траєкторії. Зважаючи на це, для запуску корабля не був потрібен надпотужний носій і можна було використовувати вже наявний у середині 60-х років носій УР-500 («Протон»).
Такі проєкти були головним чином престижними, оскільки за час прольоту над зворотним боком Місяця на відстані 2000 км неможливо отримати істотні наукові результати. Внаслідок відставання від американців від проєкту відмовилися, щоб не розпилювати ресурси на часткове дублювання програми, успіх якої став особливо актуальним. Роботи продовжились за темою Н1-Л3.

### Перші зближення і стикування у космосі
15 грудня 1965 року пілотовані американські кораблі «Джеміні-6» та «Джеміні-7» уперше провели спільне маневрування у космосі, 16 березня 1966 року «Джеміні-8» здійснив перше орбітальне стикування. Перше автоматичне стикування безпілотних кораблів виконано 30 жовтня 1967 року радянськими безпілотними апаратами «Космос-186» і «Космос-188».

### Випробування «Союзу 7К-ОК»
Випробування 7К-ОК почалися 1966 року. Перші три безпілотні запуски були невдалими і виявили значні недоліки в конструкції корабля: 7К-ОК № 2 або Космос-133, 7К-ОК № 1 (старт якого відкладався, але призвів до спрацьовування системи аварійного рятування і вибуху ракети на стартовій споруді), 7К-ОК № 3 або Космос-140. У 4-му польоті з Володимиром Комаровим (Союз-1) при посадці космонавт загинув.

### Космічний корабель «Союз-7К-Л1»

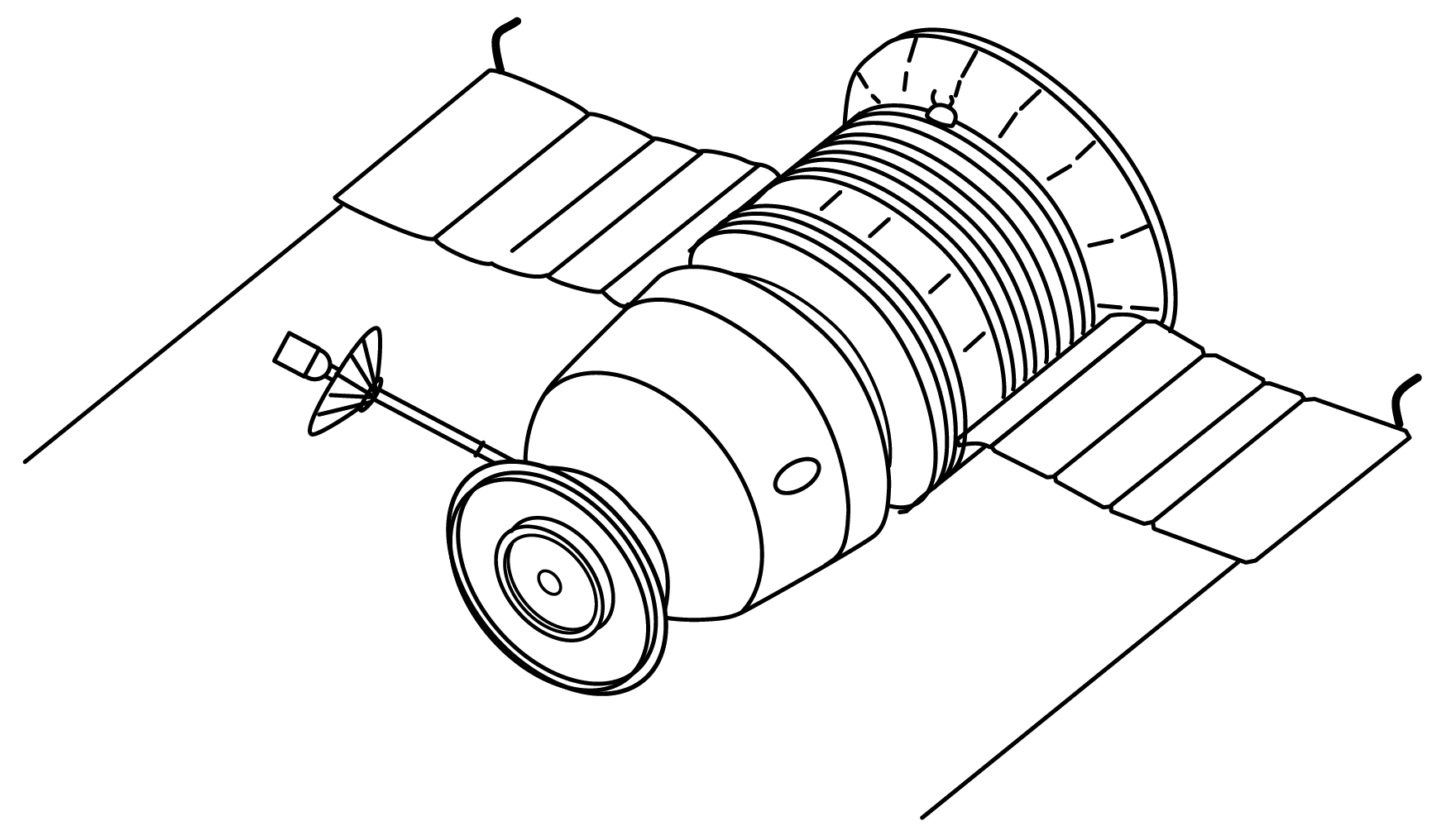
Космічний корабель Зонд (7К-Л1)

Найбільш проробленим був проєкт КБ Корольова Л1, за яким виконали кілька безпілотних випробувальних польотів. За цим проєктом два космонавти мали облетіти Місяць у спеціально розробленому тільки для цього кораблі «Союз-7К-Л1» (російяською «місячний-перший»). Корабель був дуже схожим з призначеним для польотів навколоземною орбітою кораблем «Союз-7К-ОК» («орбітальний корабель»), відомим загалу як «Союз». Головні відмінності корабля «Союз-7К-Л1» від «Союз-7К-ОК» — відсутність орбітального відсіку і посилений теплозахист спускного апарата для входу в атмосферу з другою космічною швидкістю. Для запуску корабля використовувалась ракета-носій «Протон».
Особливістю проєкту був спосіб входу в атмосферу при поверненні на Землю. Планувався вхід в атмосферу над південною півкулею Землі, при цьому аеродинамічними силами спускний апарат знову піднімався у космос, а його швидкість зменшувалася з другої космічної до суборбітальної. Повторний вхід в атмосферу відбувався над територією Радянського Союзу.
Кораблі «Союз-7К-Л1» здійснили п'ять безпілотних випробувальних польотів під назвами «Зонд-4 — Зонд-8». При цьому кораблі «Зонд-5 — Зонд-8» облетіли Місяць. Ще чотири кораблі не вдалося вивести у космос внаслідок аварій ракети-носія «Протон» на етапі виведення. (Запускались також прототипи корабля «Союз-7К-Л1», а також кілька його випробувальних модифікацій, не пов'язаних з програмою пілотованого обльоту Місяця.)
У трьох польотах «Зонду» з п'яти відбувались події, внаслідок яких члени екіпажу могли би загинути або отримати каліцтва, якби ці польоти були пілотованими. При польотах кораблів «Зонд-4» і «Зонд-5» через відмови системи управління вхід в атмосферу відбувався за нерозрахунковою траєкторією з двадцятикратним перевантаженням, а при польоті «Зонда-6» розгерметизувалась кабіна.
На кораблі «Зонд-5» перебували черепахи. Вони стали першими живими істотами в історії, які повернулися на Землю після обльоту Місяця — за три місяці до польоту «Аполлона-8».
Для першого у світі місячно-облітного пілотованого польоту на 8 грудня 1968 року у СРСР планувався старт двомісного корабля «Зонд-7» за програмою «Протон»-«Зонд». Попередні безпілотні польоти кораблів «Зонд (7К-Л1)» були цілком або частково невдалими внаслідок незлагодженої роботи корабля та носія, тому пілотований політ скасували, хоча екіпажі написали заяви до Політбюро ЦК КПРС із проханням дозволити летіти до Місяця негайно задля випередження США.
21—27 грудня на кораблі «Аполлон-8» Френк Борман, Джеймс Ловелл та Вільям Андерс зробили 10 обертів навколо Місяця.
20 січня 1969 року під час спроби запустити корабель «Зонд-7» у безпілотному режимі вибухнула ракета-носій «Протон».
16 липня 1969 року з мису Канаверал стартував американський корабель «Аполлон-11» з екіпажем Ніл Армстронг, Майкл Коллінз та Едвін Олдрін. 20 липня відбулася посадка на Місяць, а 21 липня Ніл Армстронг ступив на поверхню.
Останній політ корабля «Союз-7К-Л1» (під назвою «Зонд-8») відбувся у жовтні 1970 року. Після цього програму Л1 зупинили, оскільки безпосадковий обліт радянськими космонавтами Місяця після другої висадки американців на поверхню 19 листопада 1969 року втратив сенс.

### Союз 7КТ-ОК
1969 року почалося створення довгострокової орбітальної станції. Для доставки екіпажу в найкоротші терміни зробили корабель 7КТ-ОК (Т — транспортний). Він відрізнявся стикувальним вузлом з внутрішнім люком-лазом. Політ корабля автономно тривав до 3 діб, у складі орбітальної станції — до 60 діб. У четвертому польоті корабля цього типу (Союз-11) через розгерметизацію на ділянці спуску загинули Георгій Добровольський, Владислав Волков і Віктор Пацаєв оскільки були без скафандрів для зменшення маси корабля.

### Висадка на Місяць (Н1-Л3)
Проєкт Н-1-Л3 базово повторював американський проєкт «Аполлон». У ньому також передбачалось виведення одним запуском на проміжну орбіту, а потім на траєкторію польоту до Місяця зв'язки з двох кораблів, один з яких мав залишитись на навколомісячній орбіті, а інший — здійснити посадку на Місяць. Далі місячний корабель мав злетіти з Місяця і зістикуватися з орбітальним кораблем, після чого орбітальний корабель перейшов би на траєкторію польоту до Землі. Навіть компоновка системи на етапі виведення була подібна до американської: місячний корабель перебував у перехіднику нижче основного корабля, як і місячний модуль «Аполлон».
Основними частинами ракетно-космічної системи для висадки на Місяць за проєктом Н1-Л3 були місячний орбітальний корабель «Союз-7К-ЛОК», місячний корабель ЛК і потужна ракета-носій Н-1.

Схема польоту та посадки

Місячний орбітальний корабель складався зі спускного апарата, побутового відсіку, на якому розташовувався спеціальний відсік з двигунами орієнтації та причалювання і агрегатом системи стикування, приладно-агрегатного та енергетичного відсіків, у яких розміщувалися ракетний блок «І» та агрегати системи енергоживлення на киснево-водневих паливних елементах. Побутовий відсік одночасно був шлюзовою камерою при переході космонавта у місячний корабель через відкритий космос (після одягання місячного скафандра «Кречет»).
Екіпаж корабля «7К» складався з двох осіб. Один з них мав перейти через відкритий космос у місячний корабель і зробити посадку на Місяць, а другий — чекати повернення свого товариша на навколомісячній орбіті.
Корабель «Союз-7К-ЛОК» встановили для льотних випробувань на ракету-носій Н-1 у четвертому (і останньому) її запуску, але через аварію носія він не вийшов на орбіту.
Місячний корабель складався з герметичної кабіни космонавта, відсіку з двигунами орієнтації з пасивним агрегатом стикування, приладового відсіку, місячного посадкового агрегату (ЛПА) та ракетного блоку Є. Електроживлення здійснювалося хімічними акумуляторами, встановленими зовні на рамі ЛПА і в приладовому відсіку. Система управління будувалася на базі БЦОМ і мала ручну систему управління, що дозволяло космонавтові самостійно обирати місце посадки візуально через спеціальний ілюмінатор. Місячний посадковий пристрій мав чотири опори оригінальної конструкції зі стільниковими поглиначами залишкової вертикальної швидкості посадки.
Місячний корабель тричі успішно випробовувався на навколоземній орбіті у безпілотному режимі під назвами «Космос-379», «Космос-398» і «Космос-434».
Для польоту на Місяць був потрібен надпотужний носій. Таким носієм у проєкті Н1-Л3 була ракета Н-1. Через відсутність в СРСР потужних ракетних двигунів на її першому ступені встановили 30 двигунів.
У США при розробці потужних носіїв серії «Сатурн» виконали значний обсяг наземних випробувань їхніх окремих вузлів і агрегатів. Це дозволило американцям безаварійно здійснити усі випробувальні та пілотовані запуски ракети «Сатурн V». Ракету Н-1 доводили тим же способом, що й попередні менш потужні носії: усунення причин несправностей, виявлених при випробувальних запусках. Для конструкції таких розмірів і складності цей шлях виявився занадто довгим і дорогим. Усього здійснили чотири запуски ракети Н-1, які завершилися аваріями ще до закінчення роботи першого ступеня. У другому запуску ракета після відриву від землі загорілася і впала на стартовий комплекс, практично повністю його знищивши.
Ракету Н-1 спроєктували раніше, ніж місячні кораблі. Коли почалось проєктування місячних кораблів — орбітального і посадкового, — їхні розробники зіткнулися з обмеженою вантажністю носія. Внаслідок цього проєкт Н1-Л3 дуже поступався американському проєкту «Аполлон»: радянський місячний корабель був значно меншим і легшим ніж американський, у ньому перебував лише один космонавт, а набір фото-і кіноапаратури і комплект наукових інструментів був надзвичайно малим. Переходити з орбітального корабля в місячний і назад його пілот мав через відкритий космос, оскільки місячний і орбітальний кораблі мали спрощені стикувальні пристрої без перехідного люка.
Останній пуск ракети Н-1 відбувся 23 листопада 1972 року — менш ніж за місяць до останнього польоту на Місяць за програмою «Аполлон». Після цього вирішили, що перспектива побувати на Місяці через тривалий період після закінчення американцями своєї місячної програми, не виправдає витрачених на це сил і засобів. У травні 1974 року подальші роботи з носієм Н-1 — а разом з ними і всю програму Н1-Л3, — остаточно закрили.

## Структура

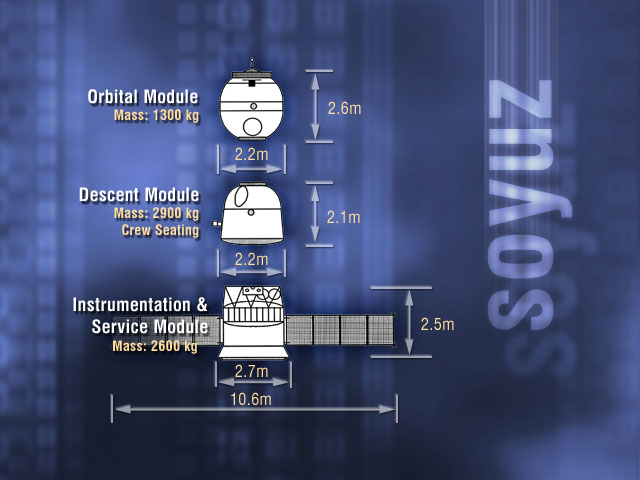
Згори донизу: ПВ, СА і ПАВ

Кораблі серії складаються з трьох частин: приладно-агрегатного відсіку (ПАВ), спускного апарата (СА), побутового відсіку (ПВ).

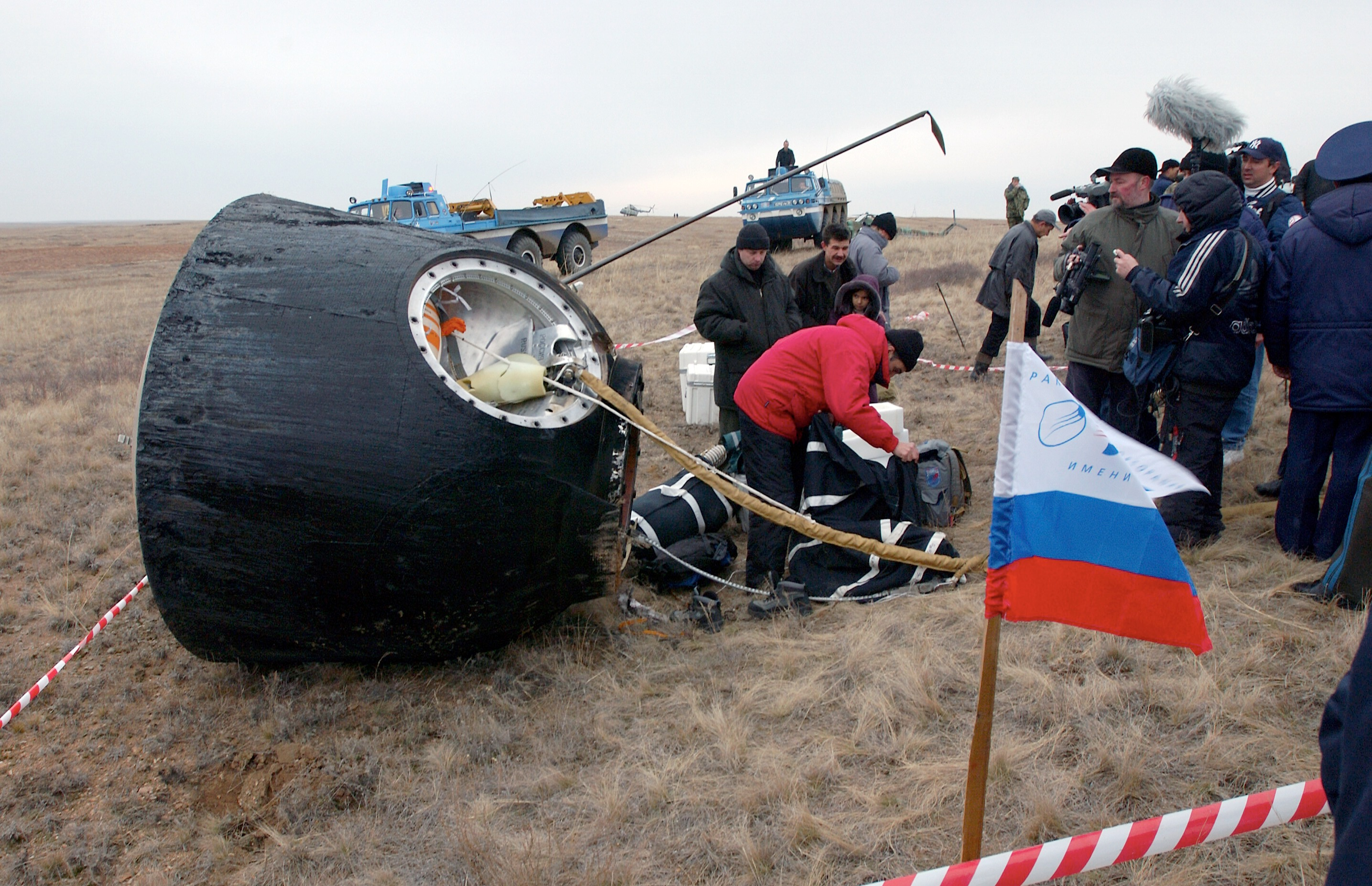
Спускний апарат «Союз-ТМА-2» після приземлення

В спускному апараті розташовані місця для космонавтів, системи життєзабезпечення, керування, парашутна система. Довжина відсіку 2,24 м, діаметр 2,2 м, житловий об'єм 3,5 кубометри. Під теплозахисним екраном розташовані двигуни м'якої посадки, ззовні — перекисні двигуни керування спуском, які керують орієнтацією СА під час польоту в атмосфері. Це дозволяє використовувати аеродинамічні властивості СА і знизити перевантаження. В СА крім космонавтів можна повернути на землю 100 кг вантажу («Союз-ТМА»). СА вкритий теплозахистом на основі абляційних матеріалів.